# مدیاویکی
مدیاویکی (به انگلیسی: MediaWiki) یک نرم‌افزار تحت وب ویکی است که برای تمامی پروژه‌های بنیاد ویکی‌مدیا و ویکی‌های بسیار دیگری استفاده می‌شود. این نرم‌افزار در ابتدا برای توسعهٔ دانشنامه ویکی‌پدیا نوشته شد، اما هم‌اکنون به صورت تجاری برای سیستم‌های مدیریت دانش و مدیریت محتوا استفاده می‌شود. شرکت نوول نیز از آن در تعدادی از وبگاه‌های پرترافیک خود استفاده می‌کند.
این سیستم با استفاده از زبان پی‌اچ‌پی نوشته شده است.
ویکی‌پدیا و نیز تمامی پروژه‌های آزاد دیگری که بنیاد ویکی‌مدیا دارنده آنهاست، با این نرم‌افزار مدیریت می‌شوند.